# Boisset-Saint-Priest
Boisset-Saint-Priest là một xã trong tỉnh Loire miền trung nước Pháp.